# Gli eredi di Hammerfell
Gli eredi di Hammerfell (The heirs of Hammerfell, 1989) è un romanzo ambientato sul pianeta Darkover, a metà fra la fantascienza e il fantasy, scritto da Marion Zimmer Bradley e pubblicato per la prima volta in Italia nel 1992.
È uno dei romanzi del Ciclo di Darkover.

## Trama
L'Età dei Cento Regni sta per finire. Ancora all'oscuro degli abitanti di Darkover, il loro pianeta sta per essere riscoperto da una nave spaziale proveniente dal cuore stesso delle Federazione Terrestre, tuttavia questo è un avvenimento ancora lontano nel tempo, e sul pianeta Darkover si assistono alle ultime e sanguinose faide fra clan rivali. In questo caso fra gli Hammerfell e gli Storn. Le vite di due fratelli gemelli, Alester e Conn, eredi della dinastia degli Hammerfell, dovranno per forza di cose essere separate: segnando così due destini completamente diversi ma destinati a incrociarsi di nuovo.

## Edizioni
- Marion Zimmer Bradley, Gli eredi di Hammerfell, traduzione di Riccardo Valla, TEA, 1992,  pp. 231, cap. 20, ISBN 88-7819-285-6.